# نووی کارلووتسی
نووی کارلووتسی (به صربی: Novi Karlovci) یک منطقهٔ مسکونی در صربستان است که در Inđija Municipality واقع شده‌است.